# Austin Nichols
Austin Don Nichols (Ann Arbor, 24 april 1980) is een Amerikaans acteur.

## Biografie
Nichols werd geboren als zoon van David en Kay Nichols en broer van Ashley Nichols. In zijn jeugd begon hij met waterskiën en werd op 13-jarige leeftijd benoemd tot de drie na beste waterskiër ter wereld. Totdat hij een blessure kreeg en zich moest terugtrekken, nam hij zich voor om professioneel waterskiër te worden. Toen hij vijftien jaar oud was, begon hij acteerlessen te nemen. Na zijn diploma aan de McCallum High School wilde hij aanvankelijk studeren aan de Universiteit van Texas in Austin. Zijn plannen veranderden toen hem een filmcontract werd aangeboden door een manager.
Nichols verhuisde naar Los Angeles en studeerde in 2002 af aan de University of Southern California, met een bachelortitel Bachelor of Arts. Hoewel hij al voor zijn schooldiplopma gastrollen had in verscheidene televisieseries, waaronder Sliders en CSI: Crime Scene Investigation, kreeg hij voor het eerst nationale aandacht, toen hij te zien was als Brenda Chenowiths vriend in Six Feet Under. In de filmindustrie behaalde Nichols, na een onopgemerkte rol in onder andere Holiday in the Sun (2001) met de Olsen Twins, voor het eerst succes met een hoofdrol in de onafhankelijke film The Utopian Society.
In 2004 bereikte Nichols groter publiek, met bijrollen in The Day After Tomorrow en Wimbledon, twee films die op grote schaal zijn uitgebracht. Hierna keerde hij tijdelijk terug naar televisiewerk, voordat hij te zien was in de sportfilm Glory Road (2006). Vervolgens was Nichols te zien in verscheidene kleinschalige films en had hij gastrollen in verscheidene televisieseries. In 2007 leek hij zijn doorbraak in de televisieindustrie te maken, met de titelrol in John from Cincinnati. Deze serie werd echter al na tien afleveringen van de buis gehaald. In 2008 werd hij toegevoegd aan de cast van One Tree Hill. Hierin speelt hij tot op het heden de rol van Julian Baker.
Nadat Nichols in 2004 zijn verloving met artieste Claire Oswalt had verbroken, had hij een knipperlichtrelatie met Sophia Bush. Zij hadden drie jaar een vaste relatie, tot Bush de relatie begin 2012 stopzette.